# 비콜 지방

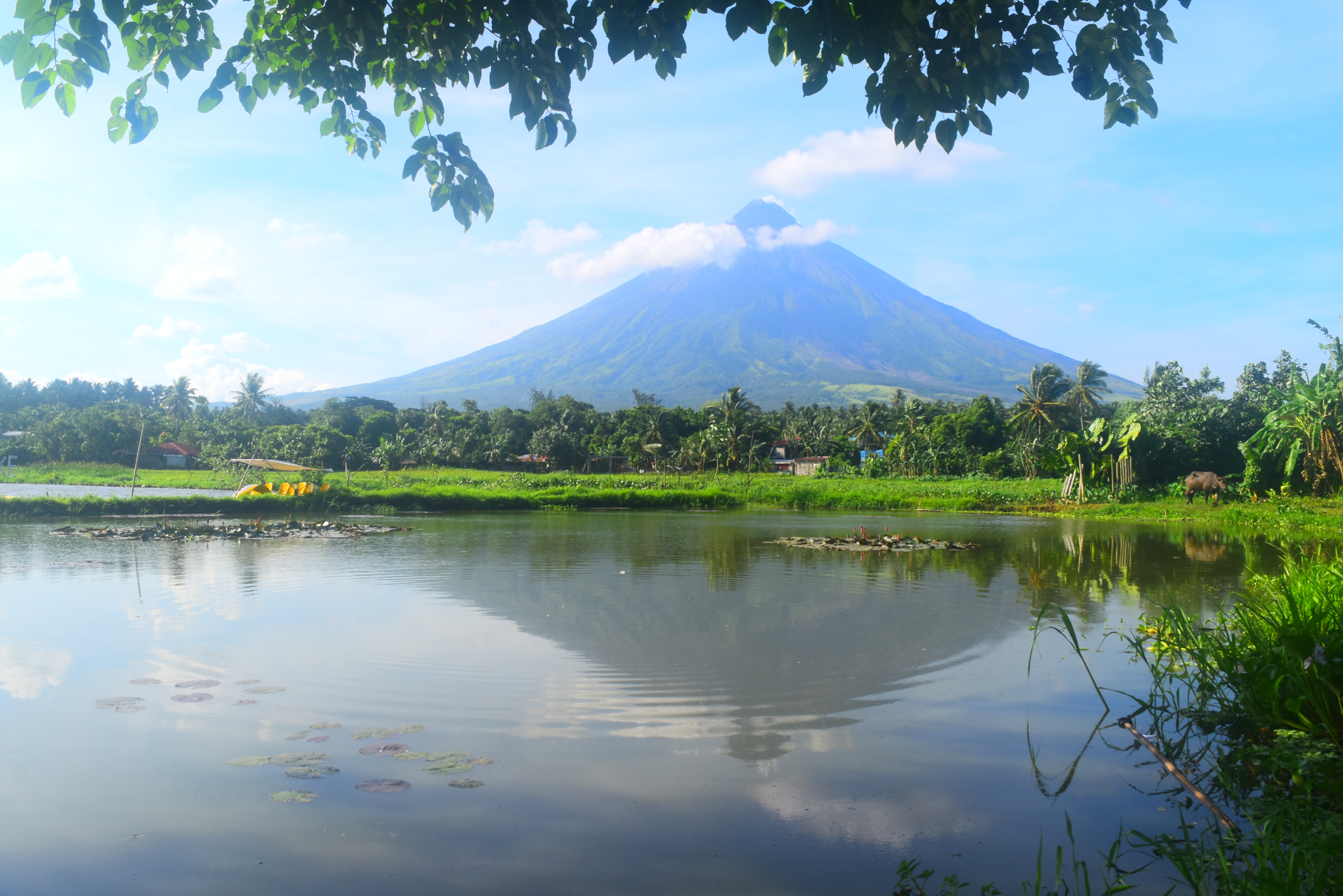

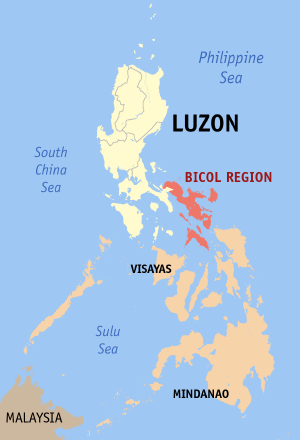

비콜 지방(Bicol Region), 또는 제5구(Region V)는 필리핀 루손섬 남동부에 있는 지방으로 중심 도시는 레가스피이며 인구는 5,109,798명(2007년 기준), 면적은 18,114km2이다. 6개 주와 7개 도시를 관할한다. 동쪽으로는 필리핀해, 서쪽으로는 시부얀해, 남쪽으로는 비사얀해와 접한다.

## 행정 구역

### 주
- 비콜반도
  - 알바이주
  - 북카마리네스주
  - 남카마리네스주
  - 소르소곤주
- 카탄두아네스섬
  - 카탄두아네스주
- 마스바테섬
  - 마스바테주

### 도시
- 나가